# Professor Potter
Il Professor Phineas Potter è un personaggio dei fumetti statunitensi creato da Otto Binder (testi) e Curt Swan (disegni), pubblicato dalla DC Comics. La sua prima apparizione avviene in Superman's Pal Jimmy Olsen (Vol. 1) n. 22 (agosto 1957).

## Biografia del personaggio

### Pre-Crisi
Nato a Smallville, Kansas, Phineas Potter è il fratello maggiore di Sarah Lang e pertanto zio materno di Lana Lang. Professore e scienziato eccentrico, Potter è solito inventare dispositivi stravaganti o arzigogolati volti al progresso dell'umanità, ma raramente considera i potenziali svantaggi delle sue creazioni e, per quanto molti dei suoi dispositivi siano innocui, altri tendono a provocare il caos qualora vengano attivati.
Lo scienziato si imbatte per la prima volta in Superboy durante le sue attività a Smallville risultando spesso in un alleato ed altrettanto spesso in una fonte di guai dopodiché, vari anni dopo, fa amicizia con tre giornalisti del Daily Planet: Clark Kent, Lois Lane e Jimmy Olsen, l'ultimo dei quali finisce spesso vittima delle sue bizzarre invenzioni venendo puntualmente trasformato in varie forme grottesche fino a quando Potter inventa un siero che consente al fotoreporter di trasformarsi nel Ragazzo Elastico, divenendo membro della Legione dei Super-Eroi.

### Post-Crisi
Nell'Universo DC generato in seguito a Crisi sulle Terre infinite, Potter è uno scienziato dei Laboratori S.T.A.R. e, nonostante il rapporto tra il kryptoniano e sua nipote, non incontra Superman da ragazzo bensì solo una volta che questi intraprende l'attività supereroistica a Metropolis.

## Altri media
- Nella serie Adventures of Superman compare uno scienziato di nome Jasper J. Pepperwinkle interpretato da Phil Tead ed ispirato a Potter.
- Il Professor Potter compare in un episodio della prima stagione di The Adventures of Superboy, doppiato da un anonimo.
- Nella serie televisiva Smallville Nell Potter, interpretata da Sarah-Jane Redmond[10] con la voce italiana di Laura Cosenza, è la fioraia cittadina nonché zia materna di Lana Lang che, dopo la morte dei suoi genitori, ha adottato e cresciuto come una figlia finché, nella seconda stagione, dopo essersi sposata e aver lasciato Smallville, la lascia a vivere coi Sullivan per permettere di finire il liceo nella cittadina.